# Secolul al III-lea î.Hr.

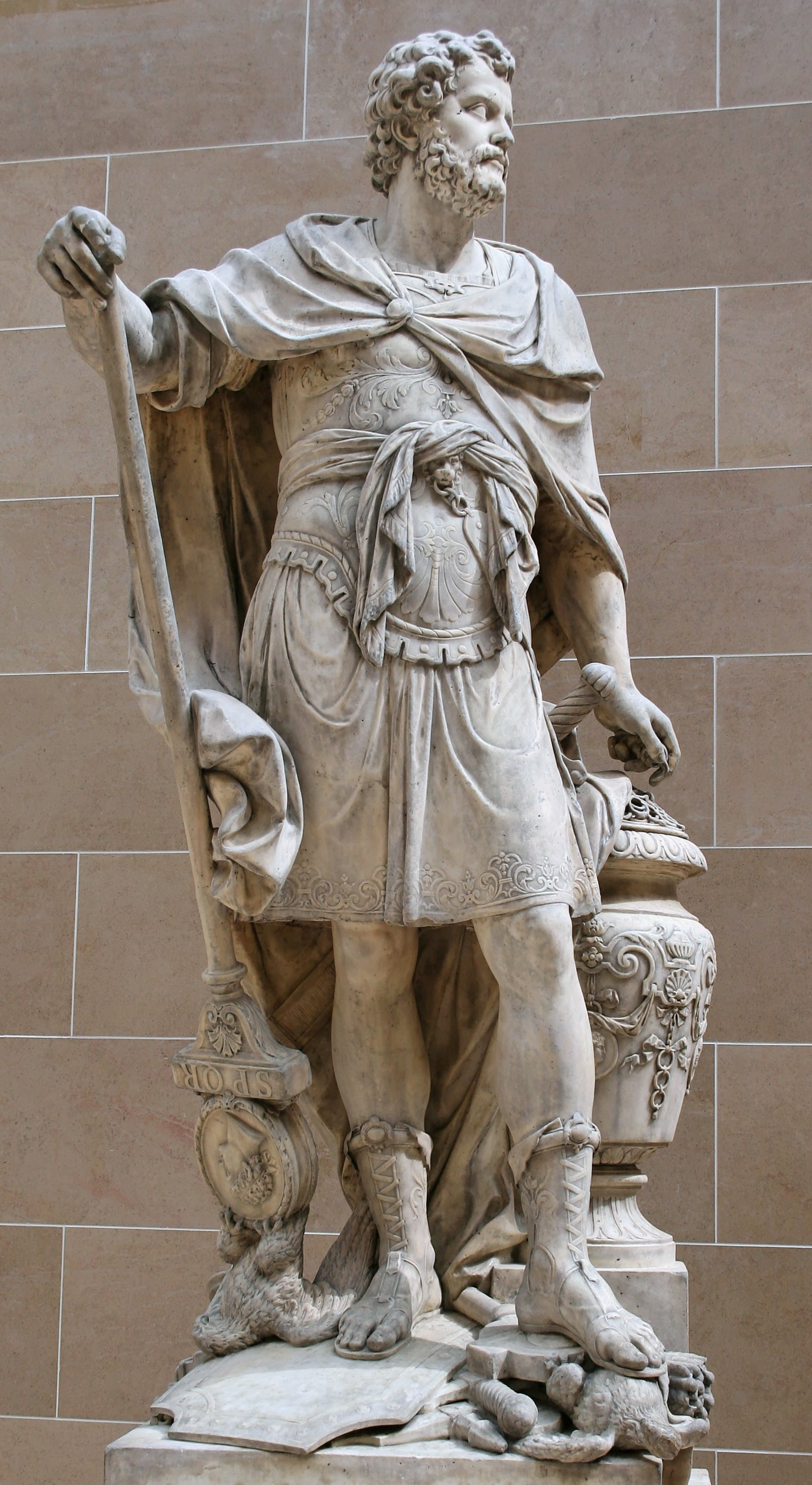
Hannibal — personalitatea secolului al III-lea î.Hr.

(Secolul al IV-lea î.Hr. - Secolul al III-lea î.Hr. - secolul al II-lea î.Hr. - alte secole)
Secolul al III-lea î.Hr. a început în anul 300 î.Hr. și s-a încheiat în anul 201 î.Hr. Primele decenii ale acestui secol au fost caracterizate de un echilibru de putere între puterile grecești elenistice și regate din est, și Cartagina în vest. Acest echilibru a fost spulberat atunci când conflictul a apărut între Cartagina și Republica Romană. În deceniile următoare, Republica Cartagina a fost umilită și apoi distrusă de romani în cele doua războaie punice . După al doilea război punic , Roma a devenit cea mai mare putere importantă în vest, dominând întreaga Mare Mediterană .
În India, Ashoka cel Mare a decis crearea  Imperiului Maurya . Dinastiile Pandya, Chola și Chera au înflorit și au prosperat in Tamil. Nu Xiong a fost principala putere în Mongolia. După Perioada Statelor Combatante, Qin Shi Huang cucerește alte state-națiuni și instituie dinastia Qin, de scurtă durată și fondează primul imperiu din China, care a fost urmat în același secol de dinastia Han. Perioada Protoistorică a început în peninsula coreeană.

## Evenimente

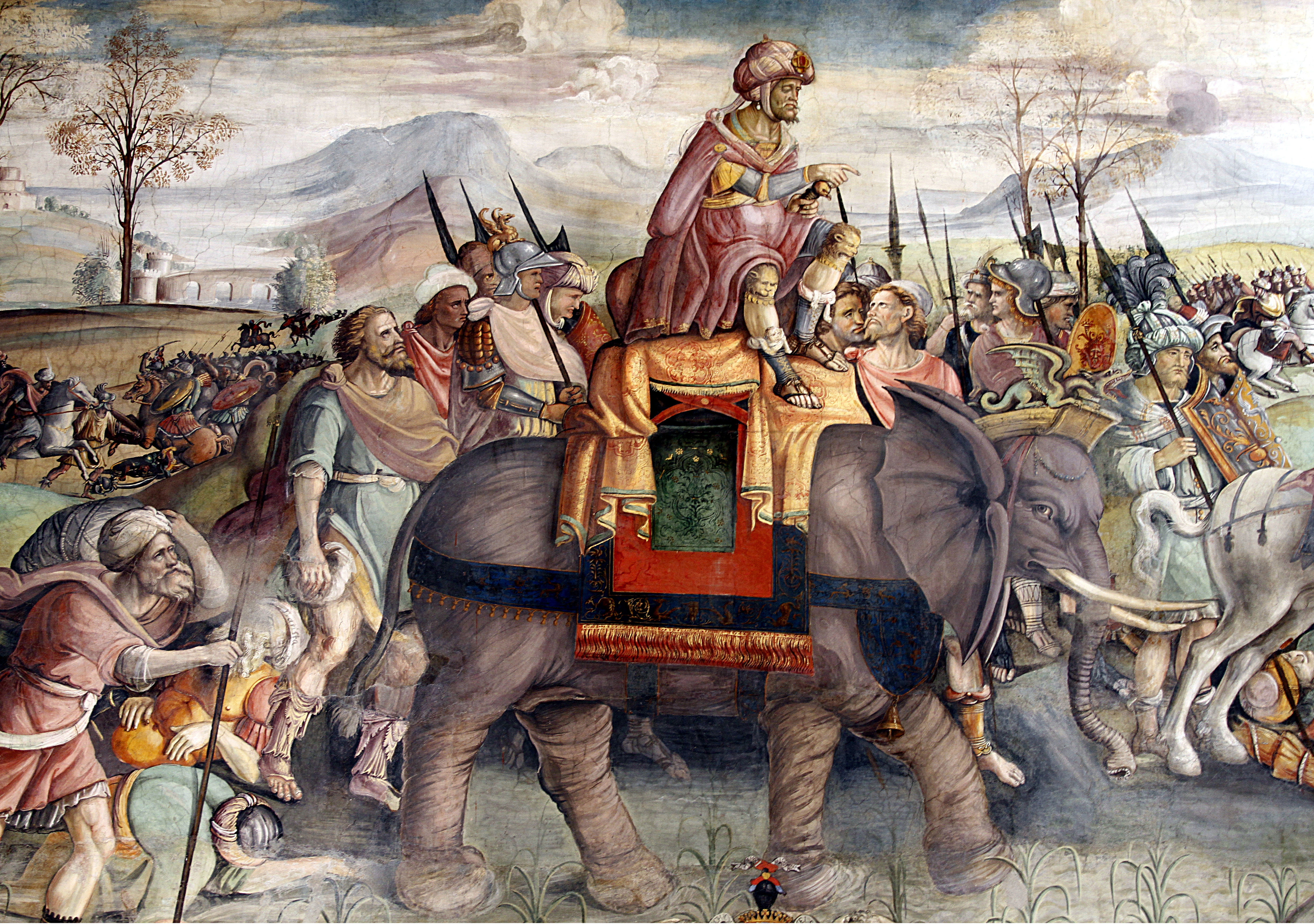
Hannibal

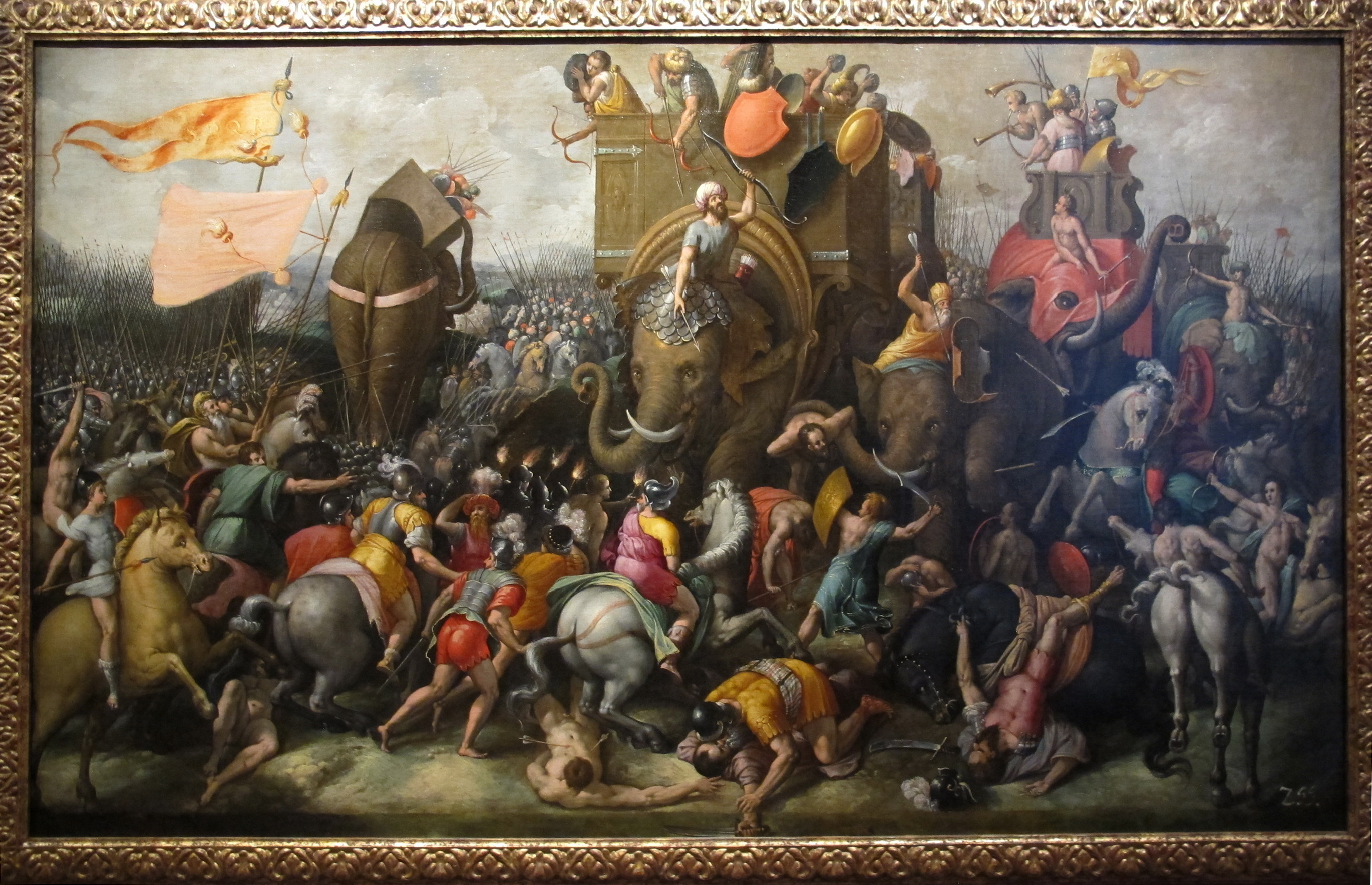
Bătălia de la Zama

- 298 î.Hr. - Începe al treilea război cu samniții.
- 298 î.Hr. - Batălia de la Volterra
- 298 î.Hr. - Romanii cuceresc orașele samnite Taurasia, Bovianum Vetus și Aufidena.
- 297 î.Hr. - Consulul Fabius Maximus Rullianus înfrânge pe samniți lângă Tifernum (Liv. 10.14).
- 295 î.Hr. - Batălia de la Sentinum.
- 294 î.Hr. - Victorie a samniților la Luceria.
- 293 î.Hr. - Batălia de la Aquilonia.
- Armatele romane pătrund în inima teritoriului Samnit si in  orașele samnite: Taurasia , Vetus Bovianum și Aufidena
- Agathocles, regele Siracuzei, i-a sprijinit pe greci împotriva romanilor
- Ptolemeu o ofera pe Theoxena, fiica vitregă a lui, în căsătoria cu  Agathocles, tiranul Siracuzei (în sud-estul Siciliei)
- Ptolemeu aduce regiunea rebelă din Cirene sub controlul său. El pune regiune sub conducerea lui Magas, fiul vitreg
- Bindusara îl succede pe tatăl său Chandragupta, Maurya, ca împărat al Imperiului Mauryan
- În Bătălia de la Yique, statul Qin invinge statele Wei si Han
- 291 î.Hr. - Romanii distrug orașul samnit Venusia.
- 290 î.Hr. - Se termină al treilea război.
- 281 î.Hr.: Antioh I Soter, asista la asasinarea tatălui său Seleuc si devine împărat al imperiului seleucid .
- 280 BC: regele Pyrrhus din Epir invadează Italia, într-o încercare de a subjuga pe romani și să aducă Italia sub un nou imperiu condus de el însuși.
- 279 î. Hr: Singidunum și Taurunum, astăzi Belgrad și Zemun, sunt fondate de scordiscii celți.
- 275 î. Hr: sfârșitul istoriei Babilonului .
- După ce eșuează în lupta  decisivă împotriva romanilor, Pyrrhus din Epir se retrage din Italia.
- Migrația galilor în Macedonia, Tracia și Galatia .
- 273 î. Hr - 232î.Hr: Ashoka cel Mare a fondat Imperiului Mauryan .
- 264 î. Hr: Primul Război Punic izbucnește între Imperiul cartaginez și Republica Romană .
- 261 î. Hr: Antioh al II-lea Theos devine imparat al imperiului seleucid .
- 260 î.Hr.: Bătălia de Changping între statul Qin și statul de Zhao în China, victoria decisivă apartine Qin.
- 258 î. Hr: Un Vuong Duong răstoarnă dinastia Hong Bang-ului , în Vietnam .
- 257 î.Hr:  Dinastia Thục preia Vietnamul.
- 241 î.Hr: Primul Război Punic se încheie cu  înfrângerea cartagineza. Roma cere despagubiri mari, și anexeaza Sicilia și Corsica .
- 230 î.Hr: Qin cucerește Han .
- 227 î.Hr: atentat de asasinare împotriva lui Shi Huangdi, regele  Qin  , desfasurata de  Jing Ke din Yan ,esueaza
- 225 î.Hr: O mare armata galica  este înfrânta de romani in bătălia de la Telamon .
- 225 î.Hr: Qin  cucerește Wei .
- 223 î.Hr : Qin  cucerește Chu .
- 222 î.Hr.:  Qin  cucerește Yan și Zhao .
- 221 î.Hr: Qin Shi Huang unifică intreaga China într-un singur imperiu, care a inclus, de asemenea, nordul Vietnamului, formând dinastia Qin
- 218 î.Hr: Al doilea razboi punic incepe. Hannibal traverseaza Alpii pentru a invada Italia
- 216 î.Hr: Hannibal a zdrobit  legiunile romane in  Bătălia de la Cannae.
- 208 î.Hr: Zhao Tuo (Triệu Dja) il infrange pe regele vietnamez, Un Vuong Duong .
- 207 î.Hr: Dinastia Triệu este  inaugurata in Vietnam.
- 206 î.Hr. - 202 î.Hr.: Războiul civil dintre Chu-Han din China, după căderea dinastiei Qin.
- 202 î.Hr: Romanii  ii infrang pe  cartaginezi, si se încheie al doilea razboi punic . Teritoriile Cartaginei sunt cucerite de romani,iar cartaginezii sunt obligati sa plateasca despagubiri uriase de razboi .

## Oameni importanți
- Scipio Africanul
- Mencius ,  filosof și înțelept chinez (371-289 î.Hr.)
- Euclid , geometru (c. 365-275 î.Hr.)
- Qu Yuan ,  poet și cărturar chinez din statul Chu (340-278 î.Hr.)
- Ilamcetcenni ,  conducător Cholas al  Indiei de Sud , în epoca Sangam
- Han Fei ,  filozof chinez din  Han (280-233 i.Hr.)
- Așoka ,  conducător Mauryan al Indiei  (273 î.Hr.-232 î.Hr.)
- Arhimede din Siracuza , matematician, fizician, inginer  (c. 287 -212 î.Hr.)
- Eratostene (c. 276-194 î.Hr.), matematician grec, geograf si astronom
- Apoloniu din Perga , matematician (c. 262-190 î.Hr.)
- Shi Huangdi ,  imparatul chinez (259-210 î.Hr)
- Împăratul Gaozu de Han , fondator al dinastiei Han din China, (256 î.Hr.-195 î.Hr.)
- Xiang Yu (232 î.Hr.-202 î.Hr.), general rebel chinez împotriva dinastiei Qin
- Hannibal , liderul militar din Cartagina (247-182 î.Hr.)
- "Al doilea " Brennus , capetenie galica , invadeaza Macedonia în 279 î.Hr.
- Ptolemeu I Soter (305 î.Hr.-282 î.Hr.) și nevesta sa,  Eurydice
- Ptolemeu al II-lea Philadelphos (284 î.Hr.-246 î.Hr.), și soțiile lui Arsinoe I si II și Arsinoe Philadelphos
- Ptolemeu III Euergetes I (246 î.Hr.-222 î.Hr.), și soția sa, Berenice II
- Ptolemeu IV Philopater (222 î.Hr.-204 î.Hr.), și soția lui Arsinoe III
- Ptolemeu V Epifanes (204 î.Hr.-180 î.Hr.), și soția sa, Cleopatra I
- Appius Claudius Caecus:politician,consul si dictator roman- a construit Aqua Appia , Via Appia si a inventat litera G
- Arcesilaus , fondatorul Academiei
- Manetho , a scris Istoria Egiptului
- Xun Zi , fondator legalismului
- Zeno de Citium , fondator al stoicismului
- Bai Qi , general chinez
- Song Yu , poet chinez
- Apollonius din Rodos , autorul povestii " Jason și argonauții"

## Razboaiele secolului

Trebia

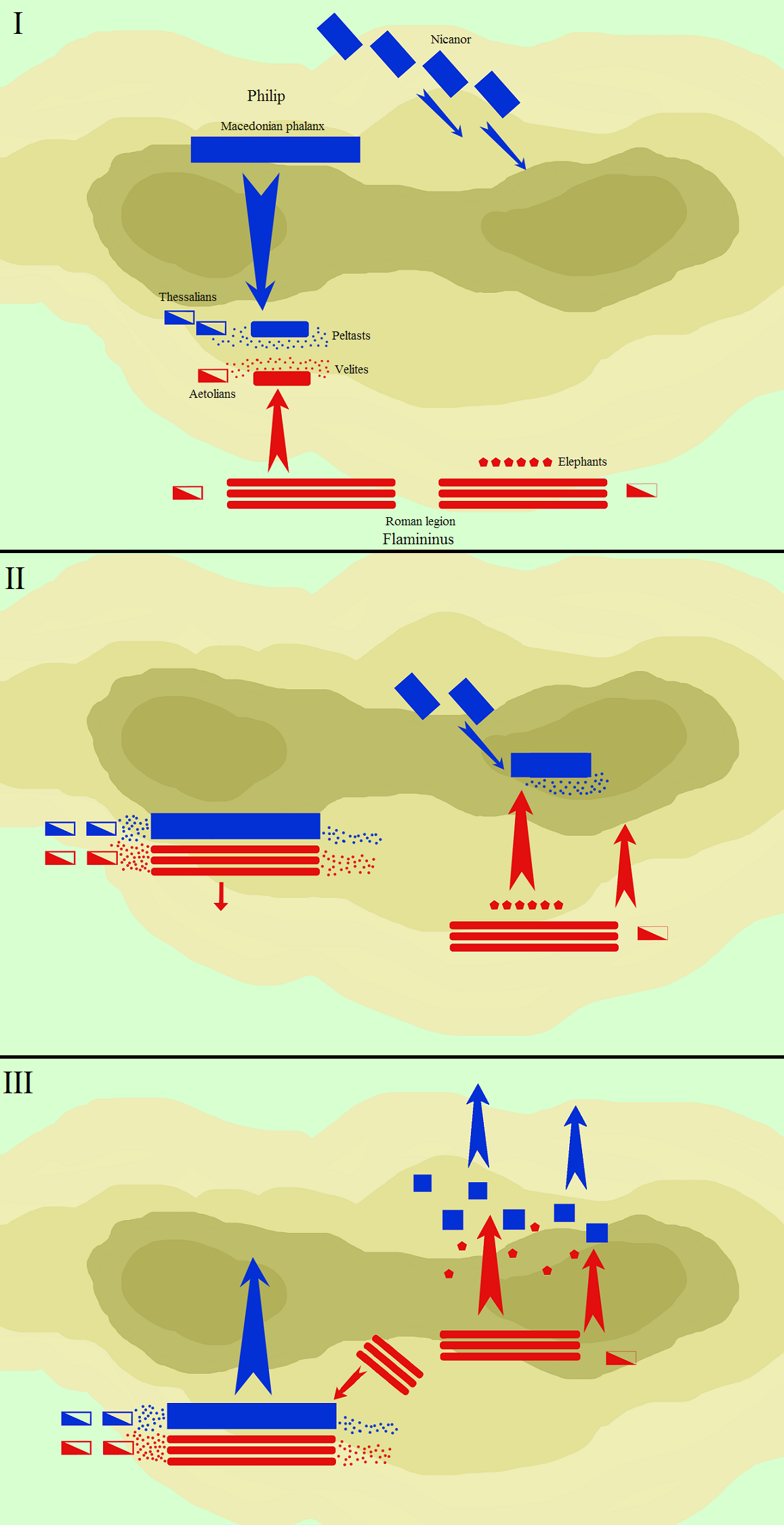
Cynoscephalae

- 298 î.Hr. - Bătălia de la Camerinum - Samniții îi înfrâng pe romanii de sub comanda lui Lucius Cornelius Scipio Barbatus în prima bătălie a celui de-al treilea război cu samniții.
- 297 î.Hr. - Bătălia de la Tifernum - Romanii sub comanda lui Quintus Fabius Maximus și Lucius Cornelius Scipio Barbatus înfrâng armata samnită condusă de Gellius Statius.
- 295 î.Hr. - Bătălia de la Sentinum - Romanii sub comanda lui Fabius Rullianus și Publius Decimus Mus înfrâng pe samniți și pe aliații lor etrusci și gali, forțând pe etrusci, gali și umbriani să ceară pace.
- 293 î.Hr. - Bătălia de la Aquilonia - Romanii înfrâng decisiv pe samniți.
- 285 î.Hr. - Bătălia de la Arretium - O armată romană sub comanda lui Lucius Caecilius este distrusă de gali.
- 283 î.Hr. - Bătălia de la Lake Vadimo - O armată romană sub comanda lui P. Cornelius Dolabella îi înfrânge pe etrusci și pe gali.
- 282 î.Hr. - Bătălia de la Populonia - Rezistența etruscă împotriva dominației romane în Italia este distrusă definitiv.
- 280 î.Hr. - Bătălia de la Heraclea - Prima confruntare între romani și greci, ultimii conduși de Pyrrhus din Epirus, care este victorios, dar cu pierderi mari.
- 279 î.Hr. - Bătălia de la Asculum - Pyrrhus îi înfrânge din nou pe romani, dar încă o dată suferă pierderi mari. De aici provine expresia victorie a la Pyrrhus.
- 275 î.Hr. - Bătălia de la Beneventum - Confruntare nedecisă între Pyrrhus și romanii de sub comanda lui Manius Curius.
- 261 î.Hr. - Bătălia de la Agrigentum - Forțele cartagineze sub comanda lui Hannibal Gisco și Hanno sunt învinse de romani, care obțin un control aproape total asupra Siciliei.
- 260 î.Hr. –
- Bătălia de la Insulele Lipari - Forțe navale romane sunt învinse de către cartaginezi.
- Bătălia de la Mylae - O flotă romană sub comanda lui C. Duillius înfrânge flota cartagineză, oferind Romei controlul în vestul Mediteranei.
- 258 î.Hr. - Bătălia de la Sulci - Victorie minoră romană împotriva flotei cartagineze lângă Sardinia.
- 257 î.Hr. - Bătălia de la Tyndaris - Victorie navală romană contra Cartaginei în apele Siciliei.
- 256 î.Hr. -
- Bătălia de la Cape Ecnomus - O flota cartagineză sub comanda lui Hamilcar și Hanno este învinsă în încercarea sa de a opri o invazie romană asupra Africii de către Marcus Atilius Regulus.
- Bătălia de la Adys - Romanii sub comanda lui Regulus îi înving pe cartaginezi în Africa de Nord.
- 255 î.Hr. - Bătălia de la Tunis - Cartaginezii sub comanda lui Xanthippus, un mercenar grec, îi înving pe romanii de sub comanda lui Regulus, care este capturat.
- 251 î.Hr. - Bătălia de la Panormus - Forțe cartagineze sub comanda lui Hasdrubal sunt învinse de către romanii sub comanda lui L. Caecilius Metellus.
- 249 î.Hr. - Bătălia de la Drepana - Cartaginezii, sub comanda lui Adherbal, înfrâng o flotă a amiralului roman Publius Claudius Pulcher.
- 242 î.Hr. - Bătălia de la insulele Aegates - Victorie romană maritimă contra Cartaginei, care încheie Primul Război Punic.
- 226 i.Hr.  -Bătălia de la Dyme    - spartanii consudi Cleomenes III   inving fortele Ligii Achene,conduse de Aratus  si Hyperbatas
- 225 î.Hr. - Bătălia de la Faesulae - Romanii sunt învinși de către gali în nordul Italiei.
- 224 î.Hr. - Bătălia de la Telamon - Romanii sub comanda lui Aemilius Papus și Gaius Atilius Regulus înfrâng pe gali.
- 222 î.Hr. - Bătălia de la Clastidium - Romanii sub comanda lui Marcus Claudius Marcellus înfrâng pe gali.
- - Bătălia de la Sellasia-Spartanii condusi de Cleomenes III  sunt invinsi de fortele macedonene si achene consude de Antigonus III Doson
- 218 î.Hr. -
- Vara - Bătălia de la Lilybaeum - Primul conflict naval între forțele navale din Cartagina și Roma în timpul celui de-al Doilea Război Punic.
- Toamna - Bătălia de la Cissa - Romanii îi înfrâng pe cartaginezi lângă Tarraco și obțin controlul teritoriului din nordul râului Ebru (Spania).
- Noiembrie - Bătălia de la Ticinus - Hannibal îi înfrânge pe romanii de sub comanda lui Publius Cornelius Scipio într-o luptă de cavalerie.
- 18 decembrie - Bătălia de la Trebia - Hannibal îi înfrânge pe romanii de sub comanda lui Tiberius Sempronius Longus într-o ambuscadă.
- 217 î.Hr.
- Primăvara - Bătălia de la Ebro River - Într-un atac surpriză, romanii înfrâng și capturează o flotă cartagineză în Hispania.
- 24 iunie - Bătălia de la Lacul Trasimene - Într-o altă ambuscadă, Hannibal distruge armata romană condusă de Gaius Flaminius, care este ucis.
- Vara - Bătălia de la Ager Falernus - Hannibal scapă din capcana lui Fabius întinsă într-o mică încăierare.
- Bătălia de la Raphia-armata lui Ptolemeu IV  si Arsinoe III din Egipt inving fortele seleucide conduse de  Antioh III cel Mare
- 216 î.Hr. -
- 2 august - Bătălia de la Cannae - Hannibal distruge principala armată romană condusă de Lucius Aemilius Paulus și Publius Terentius Varro în ceea ce este considerat a fi una dintre capodoperele artei tactice.
- Prima bătălie de la Nola - Generalul roman Marcus Claudius Marcellus respinge un atac al forțelor lui Hannibal.
- 215 î.Hr. - A Doua Bătălie de la Nola - Marcellus respinge din nou un atac al lui Hannibal.
- 214 î.Hr. - A Treia Bătălie de la Nola - Marcellus dă o bătălie neconcludentă cu Hannibal.
- 212 î.Hr. -
- Prima bătălie de la Capua - Hannibal îi înfrânge pe consulii Q. Fulvius Flaccus și Appius Claudius, dar armata romană reușește să se retragă în ordine.
- Bătălia de la Silarus - Hannibal distruge armata praetorului roman M. Centenius Penula.
- Bătălia de la Herdonia - Hannibal distruge armata praetorului roman Gnaeus Fulvius.
- 211 î.Hr. -
- Bătălia din Baetica Superioară - Publius și Gnaeus Cornelius Scipio sunt uciși în bătălia cu cartaginezii de sub comanda fratelui lui Hannibal, Hasdrubal Barca.
- A Doua bătălie de la Capua - Hannibal nu reușește să oprească asediul roman al orașului.
- 210 î.Hr. -
- A Doua Bătălia de la Herdonia - Hannibal distruge armată romană condusă de Fulvius Centumalus, care este ucis.
- Bătălia de la Numistro - Hannibal îl înfrânge pe Marcellus încă o dată.
- 209 î.Hr. -
- Bătălia de la Asculum - Hannibal îl înfrânge încă o dată pe Marcellus, într-o bătălie nedecisivă.
- Prima Bătălie de la Lamia - Romanii sunt învinși de Filip al V-lea al Macedoniei.
- A Doua Bătălie de la Lamia - Romanii sunt învinși de Filip al V-lea încă o dată.
- 208 î.Hr. - Bătălia de la Baecula - Romanii din Hispania (Iberia), sub comanda lui P. Cornelius Scipio cel Tânăr, îl înfrâng pe Hasdrubal Barca.
- Bătălia de la Arius-dupa un asediu de 3 ani ,Seleucizi condusi de către Antioh III cel Mare ,a cucerit Bactria
- 207 î.Hr. -
- Bătălia de la Grumentum - Generalul roman Gaius Claudius Nero duce o luptă nedecisivă cu Hannibal, apoi scapă spre nord, pentru a se confrunta cu fratele lui Hannibal, Hasdrubal Barca, care invadase Italia.
- Bătălia de la the Metaurus - Hasdrubal este învins și ucis de armata lui Gaius Claudius Nero.
- Bătălia de la Carmona - Romanii sub comanda lui Publius Cornelius Scipio iau cu asalt orașul Carmona și îl cuceresc din mâinile lui Hasdrubal Gisco.
- Bătălia de la Julu-Regatul Chu   invinge armatele Qin si multi generali,printe care si Zhang Han,se predau
- 206 î.Hr. - Bătălia de la Ilipa - Scipio înfrânge definitiv restul forțelor cartagineze din Hispania.
- 204 î.Hr. - Bătălia de la Crotona - Hannibal poartă o nouă bătălie nedecisă cu generalul roman Sempronius în sudul Italiei.
- Bătălia de la Jingxing- armata de Han condusa de Han Xin invinge   armată Zhao condusa de printesa  Zhao Xie si de Chen Yu
- Bătălia de la  Raul Wei- armata Han invinge fortele Qin si Chu de Vest
- 203 î.Hr. - Bătălia de la Bagbrades - Romanii sub comanda lui Scipio înfrâng armata cartagineză condusă de Hasdrubal Gisco Syphax; Hannibal este chemat să revină în Africa.
- 202 î.Hr., 19 octombrie - Bătălia de la Zama - Scipio Africanus Major înfrânge decisiv pe Hannibal în Africa de nord, punând capăt celui de Al Doilea Război Punic.
- Bătălia de la Gaixia-cu o armata de 700000 consuda de  Liu Bang,statul Han invinge armata Chu de Vest
- Bătălia decisivă dintre Xiang Yu și Liu Bang a avut loc la Gaixia (o localitate aflată în provincia Anhui de astăzi). După o luptă înverșunată, armata lui Liu a încercurit armata lui Xiang. Deși aflată într-o situație defavorabilă, aceasta din urmă nu putea fi anihilată dintr-o dată, din cauza efectivului de 100 000 de ostași pe care-l avea
- 201 i.Hr.  -Bătălia de la Chios:coalitia:Rodos-Pergam-Bizanț-Cyzicus inving fortele macedonene conduse de Filip V al Macedoniei
- Bătălia de la Lade-flota macedoneana  invinge flota Rodosului
- 200 î.Hr. - Bătălia de la Cremona - Forțele romane înfrâng pe galii din Gallia cisalpină.
- Bătălia de la Baideng-împăratul Hangaozu a condus însuși trupele pentru a-i respinge pe huni, dar a fost asediat 7 zile la Baideng(la nord-est de Datong în actuala provincie Shanxi) de 300.000 de călărești mongoli. După ce a scăpat din încercuire, Liu Bang a fost obligat să aplice o politică de conciliere față de vecinii din nord, prin căsătorii imperiale între cele două neamuri și deschiderea piețelor din zonele de graniță.
- Batalia de la Panium-Seleucizi condusi  de către Antioh III cel Mare inving fortele egiptene

## Invenții, descoperiri
- Eratostene calculează cu precizie diametrul Pământului .
- Jocul strategic pentru 2 jucatori- Go
- Piatra  Canopus implementează an bisect în Egipt. Anul bisect nu este recunoscut oficial până la Cezar în 55 î.Hr..
- 293 BC: primul ceas solar roman
- Șurubul de apă inventat de Arhimede .
- Inventia instrumentelor muzicale hidraulice , premergătoare pentru orga lui Ctesibius , un inginer grec din Alexandria .
- Împăratul Gaozu de Han China, descoperă un plan elaborat de teatru de păpuși mecanice în vistieria precedenta a  imparatului Qin Shi Huang .
- Enormul Sistem de irigații Du Jiang Yandin din China este proiectat și construit de către Li Bing în 256 î.Hr. .
- Matasea este exportat în Europa, din China.
- Sfera Armillary , modele de obiecte ceresti dezvoltat de către greci, sunt utilizate ca instrumente de predare.

| Perioada  | Invenție                                                                                  | Persoana căreia i se atribuie                                          | Regiunea  |
| --------- | ----------------------------------------------------------------------------------------- | ---------------------------------------------------------------------- | --------- |
|           | - brocartul de mătase - descoperirea și fabricarea hârtiei                                |                                                                        | China     |
| 300       | Tratat de agricultură                                                                     | Magon                                                                  | Cartagina |
| 300       | harnașamentul                                                                             |                                                                        | Asia      |
| 300       | roțile cu bandaj de oțel                                                                  |                                                                        | India     |
| 300       | busola, catalog de stele                                                                  | Gan De și Shi Shen                                                     | China     |
| 300       | enciclopedie                                                                              | Speusippus                                                             | Grecia    |
| 300       | filetul (elicea)                                                                          | Archytas                                                               | Grecia    |
| 300       | cerneala                                                                                  |                                                                        | India     |
| 300 - 283 | al doilea eșec în încercarea de a străpunge istmul Corintului                             |                                                                        | Grecia    |
| 300 - 275 | prima generație de savanți ai Alexandriei                                                 | medicul Herophilos, fizicianul Straton din Lampsaca, Euclid            | Egipt     |
| 300 - 100 | furnalul, obținerea fontei                                                                |                                                                        | China     |
| 290       | începerea construcției templului din Edfu                                                 |                                                                        | Egipt     |
| 287 - 212 | studii asupra pârghiilor, hidrostaticii, mașinilor de război                              | Arhimede                                                               | Grecia    |
| 285       | pod suspendat                                                                             |                                                                        | China     |
| 283 - 280 | Farul din Alexandria                                                                      | Sostrate din Cnidos                                                    | Grecia    |
| 270 - 250 | orga hidraulică, pompa aspiro-respingătoare, mașini de război, clepsidra                  | Ctesibios din Alexandria                                               | Egipt     |
| 260 - 220 | a doua generație de savanți ai Alexandriei                                                | Aristarh și Conon din Samos, geograful Eratostene, medicul Erasistrate | Egipt     |
| 250       | pârghia                                                                                   |                                                                        | Grecia    |
| 250 - 220 | dispozitive mecanice ingenioase: mașini automate, pneumatice, clepsidre, mașini de război | Philon din Bizanț                                                      | Grecia    |
| 250 - 220 | angrenajul cu roți dințate                                                                |                                                                        | Grecia    |
| 234 - 149 | Tratat de economie rurală                                                                 | Caton cel Bătrân                                                       | Grecia    |
| 234 - 149 | Tratat de agricultură                                                                     | Sarsena (tatăl și fiul)                                                | Grecia    |
| 217       | încheierea construcției Marelui Zid chinezesc                                             |                                                                        | China     |
| 210       | utilizarea cromului                                                                       |                                                                        | China     |

## Decade
| Anii 290 î.Hr. | Anii 280 î.Hr. | Anii 270 î.Hr. | Anii 260 î.Hr. | Anii 250 î.Hr. | Anii 240 î.Hr. | Anii 230 î.Hr. | Anii 220 î.Hr. | Anii 210 î.Hr. | Anii 200 î.Hr. |

## Decenii și ani
| 300 î.Hr. | 309 î.Hr. | 308 î.Hr. | 307 î.Hr. | 306 î.Hr. | 305 î.Hr. | 304 î.Hr. | 303 î.Hr. | 302 î.Hr. | 301 î.Hr. | 300 î.Hr. |
| 290 î.Hr. | 299 î.Hr. | 298 î.Hr. | 297 î.Hr. | 296 î.Hr. | 295 î.Hr. | 294 î.Hr. | 293 î.Hr. | 292 î.Hr. | 291 î.Hr. | 290 î.Hr. |
| 280 î.Hr. | 289 î.Hr. | 288 î.Hr. | 287 î.Hr. | 286 î.Hr. | 285 î.Hr. | 284 î.Hr. | 283 î.Hr. | 282 î.Hr. | 281 î.Hr. | 280 î.Hr. |
| 270 î.Hr. | 279 î.Hr. | 278 î.Hr. | 277 î.Hr. | 276 î.Hr. | 275 î.Hr. | 274 î.Hr. | 273 î.Hr. | 272 î.Hr. | 271 î.Hr. | 270 î.Hr. |
| 260 î.Hr. | 269 î.Hr. | 268 î.Hr. | 267 î.Hr. | 266 î.Hr. | 265 î.Hr. | 264 î.Hr. | 263 î.Hr. | 262 î.Hr. | 261 î.Hr. | 260 î.Hr. |
| 250 î.Hr. | 259 î.Hr. | 258 î.Hr. | 257 î.Hr. | 256 î.Hr. | 255 î.Hr. | 254 î.Hr. | 253 î.Hr. | 252 î.Hr. | 251 î.Hr. | 250 î.Hr. |
| 240 î.Hr. | 249 î.Hr. | 248 î.Hr. | 247 î.Hr. | 246 î.Hr. | 245 î.Hr. | 244 î.Hr. | 243 î.Hr. | 242 î.Hr. | 241 î.Hr. | 240 î.Hr. |
| 230 î.Hr. | 239 î.Hr. | 238 î.Hr. | 237 î.Hr. | 236 î.Hr. | 235 î.Hr. | 234 î.Hr. | 233 î.Hr. | 232 î.Hr. | 231 î.Hr. | 230 î.Hr. |
| 220 î.Hr. | 229 î.Hr. | 228 î.Hr. | 227 î.Hr. | 226 î.Hr. | 225 î.Hr. | 224 î.Hr. | 223 î.Hr. | 222 î.Hr. | 221 î.Hr. | 220 î.Hr. |
| 210 î.Hr. | 219 î.Hr. | 218 î.Hr. | 217 î.Hr. | 216 î.Hr. | 215 î.Hr. | 214 î.Hr. | 213 î.Hr. | 212 î.Hr. | 211 î.Hr. | 210 î.Hr. |
| 200 î.Hr. | 209 î.Hr. | 208 î.Hr. | 207 î.Hr. | 206 î.Hr. | 205 î.Hr. | 204 î.Hr. | 203 î.Hr. | 202 î.Hr. | 201 î.Hr. | 200 î.Hr. |